# Мелетий (Куманис)
Митрополи́т Меле́тий (греч. Μητροπολίτης Μελέτιος, в миру Константи́нос Ку́манис, греч. Κωνσταντίνος Κούμανης; 20 февраля 1970, Каламата, ном Мессения, Греция) — епископ Александрийской православной церкви, митрополит Карфагенский, ипертим и экзарх Северной Африки.

## Биография
Закончил церковный лицей в Патрах (Греция). Окончил Катехизаторскую школу миссионерского общества «Апостолики диакония» Элладской православной церкви. Окончил социально-богословский факультет Богословской школы Афинского университета.
14 июля 1996 года принял монашество и был рукоположен во диакона в Мессинийском Вулканском монастыре митрополитом Мессинийским Хризостомом (Фемелисом). Был определён в митрополичий храм Сретения Господня в Каламате.
В 2000 году тем же архиереем был рукоположён в сан иеромонаха и был назначен служить священником храма святого Василия в Эллиноекклисии, затем переведён служить в храм Бестелесных Чиноначальников в Каламате, где был возведён в сан архимандрита.
В 2007 года был определён заведующим администрацией церковных лагерей Мессинийской митрополии для их переустройства.
С 2007 по 2008 год — помощник игумена Вулканского монастыря в Мессине.
В ноябре 2008 года перешёл в клир Александрийской Православной Церкви и был назначен кликом Патриаршего храма святого Саввы в Александрии.
В 2009 году был назначен скевофилаксом патриаршего престола.
17 февраля 2010 года сопровождал Патриарха Феодора II во время посещения им большого противолодочного корабля «Маршал Шапошников», находившегося на рейде в порту Дар-эс-Салама.
В сентябре 2010 года сопровождал Патриарха Александрийского Феодора II во время его поездки в Россию.
25 ноября 2010 года был назначен игуменом Монастыря Святого Саввы в Александрии. С того времени служил в Канцелярии Патриархии, руководил личным секретариатом Патриарха Александрийского, поддерживал официальный сайт Александрийской Церкви и вёл курс по церемониалу в Александрийской духовной семинарии святого Афанасия Великого. Сопровождал патриарха Александрийского и всей Африки Феодора II в официальных визитах за границу и миссионерских поездках по Африке. Являлся главным редактором памятного тома в честь десятилетия первосвятительского служения патриарха Феодора II.
26 ноября 2014 года на заседании Священного Синода Александрийской Православной Церкви, по предложению патриарха Александрийского и всей Африки Феодора II, был избран титулярным епископом Навкратиcским с оставлением в должности игумена монастыря святого Саввы в Александрии.
5 декабря того же года в патриаршем соборе святого Саввы Освященного в Александрии состоялась его епископская хиротония, которую совершили: Папа и Патриарх Александрийский Феодор II, митрополит Глифадский Павел (Цаусоглу) (Элладская православная церковь), митрополит Леонтопольский Гавриил (Равтопулос), митрополит Нилопольский Геннадий (Стандзиос), митрополит Пилусийский Нифон (Цаварис) и митрополит Нубийский Наркисс (Гаммох).
С 19 по 29 августа 2015 года сопровождал Патриарха Александрийского Феодора II во время его паломнического визита в Россию.
17 ноября 2016 года решением Священного Синода назначен митрополитом Карфагенским, ипертимом и экзархом Северной Африки.
Кроме родного греческого, овладел английским, а также основами русского и арабского языков.